# Чхве Сон Йон
Чхве Сон Йон (кор. 최성용, 崔成勇; 25 грудня 1975, Масан, Південна Корея) — південнокорейський футболіст і футбольний тренер.

## Кар'єра

### Клубна
Навчався в Корейському університеті, де і почав займатися професійно футболом, виступаючи за місцеву команду.
У 1997 році підписав контракт з командою «Санджу Санму Фенікс», але так і не зіграв за неї, оскільки був змушений служити в південнокорейській армії.
У 1999 році підписав контракт з японською «Віссел Кобе», відігравши там 51 матч.
З 2001 року провів сезон в австрійському ЛАСКу, після чого з 2002 по 2006 виступав за «Сувон Самсунг Блювінгз», у складі якого виграв чемпіонат Кореї.
В кінці кар'єри відіграв сумарно 78 ігор за японську «Йокогаму» і «Теспа Кусацу», а також корейський «Ульсан Хьонде».

### У збірній
З 1995 по 2003 роки грав за збірну Кореї, провівши 64 гри і забивши всього один гол.
Зіграв всі матчі збірної на чемпіонаті світу 1998 року. Однак на домашньому чемпіонаті світу 2002 року, який став тріумфальним для Південної Кореї (підсумкове четверте місце на турнірі), не зіграв жодної гри.
Крім цього був у складі збірної на Кубку Азії 2000 року, де команда здобула бронзу, Кубку конфедерацій 2001 року та Золотому кубку КОНКАКАФ 2002 року.

## Досягнення
- Бронзовий призер Кубка Азії: 2000

### «Сувон Самсунг Блювінгз»
Національні
- Чемпіон Південної Кореї: 2004
- Володар Кубка Південної Кореї: 2002
- Володар Кубка Корейської ліги: 2005
- Володар Суперкубка Кореї: 2005

Континентальні
- Переможець Ліги чемпіонів АФК: 2002
- Володар Суперкубка Азії: 2002
- Володар Кубка Чемпіонів А3: 2005

### «Йокогама»
- Переможець другого дивізіону Джей-ліги: 2006

### «Ульсан Хьонде»
- Володар Кубка Корейської ліги: 2007